# 斯尼胡里夫卡區

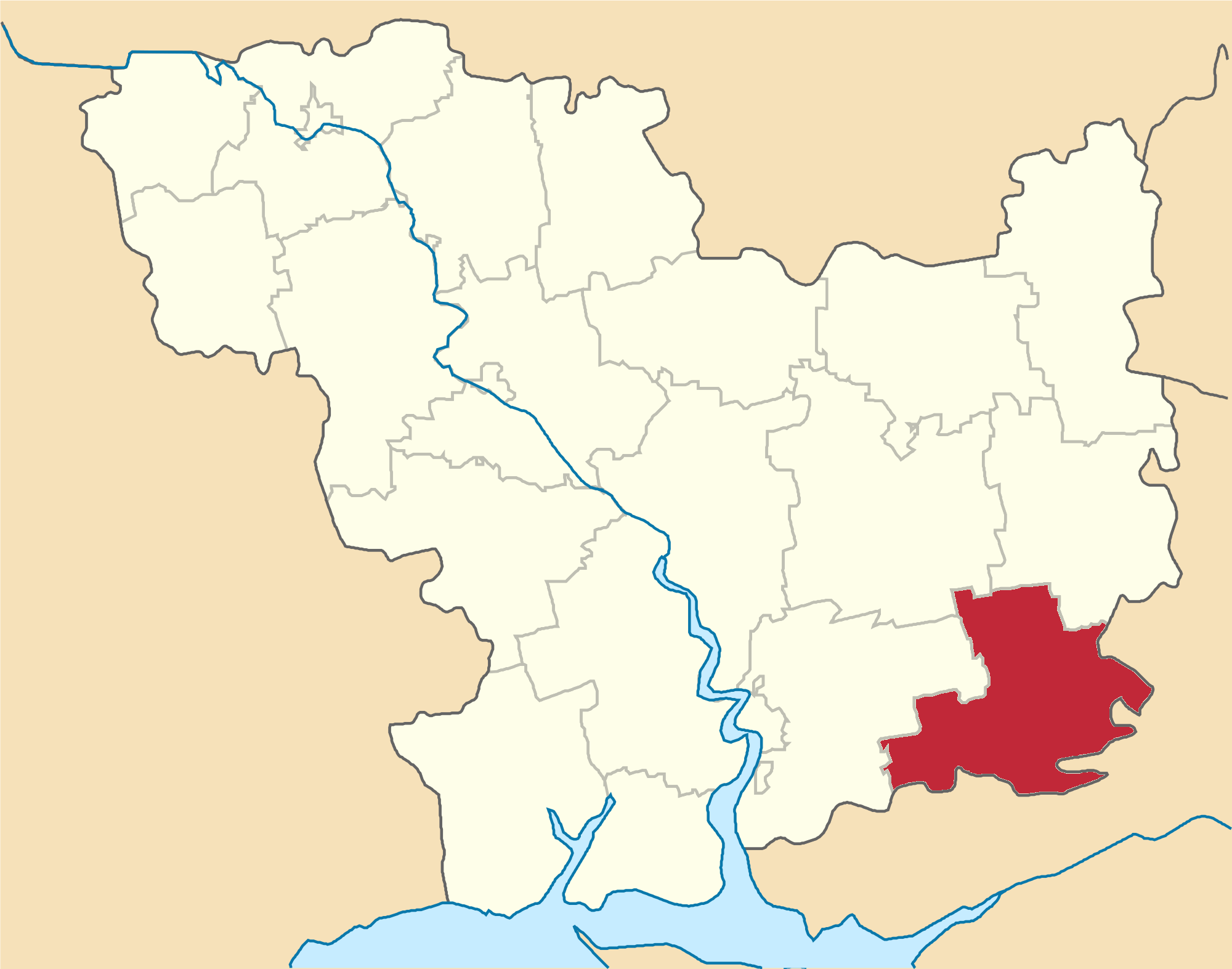
斯尼胡里夫卡區在尼古拉耶夫州的位置

斯尼胡里夫卡區（烏克蘭語：Снігурівський район），曾是烏克蘭南部尼古拉耶夫州的一個區，行政中心設於斯尼胡里夫卡，面積1,395平方公里，2013年人口41,279，人口密度每平方公里29.59人。
2020年7月18日乌克兰行政区划改革后，尼古拉耶夫州的区份数量减为四个，斯尼胡里夫卡區被撤销。